# Raymond Gniewek
Raymond Gniewek   (East Meadow, 13 de novembre de 1931 - 1 d'octubre de 2021) va ser un violinista nord-americà.
Va ser concertista de l'orquestra Metropolitan Opera durant 43 anys; després del seu nomenament el 1957 als 26 anys, va ser la persona més jove que mai va ocupar el càrrec. També va gaudir d'una carrera com a solista. La seva darrera actuació com a concertista amb l'orquestra va ser un concert al Carnegie Hall de lA kékszakállú herceg vára (El castell de Barba blava) de Béla Bartók l'any 2000.
Gniewek era natural de la ciutat de Nova York, on va començar la seva educació musical; va continuar a l'Eastman School of Music, estudiant amb André de Ribaupierre i Joseph Knitzer, esdevenint concertino de l'"Eastman Rochester Orchestra" i concertista associat de la "Rochester Philharmonic" amb Erich Leinsdorf. Altres professors van ser el violinista canadenc Albert Pratz i Raphael Bronstein de la ciutat de Nova York.
Gniewek estava casat amb la soprano Judith Blegen. Antigament estava casat amb la ballarina i instructora de Pilates Lolita San Miguel. La seva germana és Cecilia Brauer que toca la celesta i l'harmònica de vidre a la Metropolitan Opera Orchestra.
Gniewek va néixer a East Meadow, Nova York, i va morir l'1 d'octubre de 2021.

## Videografia
- Mozart: Idomeneo (1982), Deutsche Grammophon DVD, 00440-073-4234, 2006
- Gala del Centenari del Metropolitan Opera (1983), Deutsche Grammophon DVD, 00440-073-4538, 2009
- Gala del Centenari del Metropolitan Opera 1991, Deutsche Grammophon DVD, 00440-073-4582, 2010
- James Levine, Gala del seu 25è aniversari del Metropolitan Opera (1996), Deutsche Grammophon DVD, B0004602-09, 2005